# Autumn (Silly Symphony)
Pour les articles homonymes, voir Autumn.
Pour plus de détails, voir Fiche technique et Distribution.
Autumn est un court métrage d'animation américain de la série des Silly Symphonies réalisé par Walt Disney, pour Columbia Pictures, sorti le 13 février 1930.

## Synopsis
C'est l'automne. Les écureuils entassent des noisettes et des graines, les corbeaux les leurs volent. Les castors construisent un barrage. Les canards migrent alors que les premières neiges commencent à tomber.

## Fiche technique
- Titre original : Autumn
- Série : Silly Symphonies
- Réalisateur : Ub Iwerks
- Producteur : Walt Disney
- Animateurs[1] :  Ub Iwerks, Les Clark, Johnny Cannon, Wilfred Jackson
  - Assistant : Jack Cutting, Floyd Gottfredson
- Décors : Carlos Manriquez
- Distributeur : Columbia Pictures
- Date de sortie [2]:13 février 1930
  - Livraison[1] : 1er février 1930
  - Annoncée[1] : 15 février 1930
  - Sortie à New York[1] : 11 au 17 avril 1930 au Brooklyn Paramount en première partie de The Benson Murder Case de Frank Tuttle
- Format d'image : Noir et blanc
- Son : Mono
- Musique : Carl Stalling
  - Valse Arabesque (1911) de Théodore Lack
  - Murmuring Brook d'Edouard Poldini (1869-1957)
- Durée : 6 min 24 s
- Langue : (en)
- Pays de production :  États-Unis

## Commentaires
Ce film fait partie d'une série sur les quatre saisons : 
1. Springtime, réalisé par Ub Iwerks et sorti le 24 octobre 1929.
2. Summer, réalisé par Ub Iwerks et sorti le 6 janvier 1930.
3. Autumn, réalisé par Ub Iwerks et sorti le 13 février 1930.
4. Winter, réalisé par Burton Gillett et sorti le 5 novembre 1930.

Cette Silly Symphony est la dernière animée par Ub Iwerks avant son départ des studios Disney, cela repoussa la sortie du dernier épisode de la série au mois de novembre. Pour Steven Watts, la série des quatre saisons propose un traitement impressionniste du cycle de la nature, l'un des sujets des Silly Symphonies aux côtés de la mythologie, des contes de fées et des comédies fantastiques. Elle essaye de capturer l'atmosphère et le décor de chaque saison avec un minimum d'effet comique.